# Фёдорова, Оксана Геннадьевна
Окса́на Генна́дьевна Фёдорова (по паспорту — Бородина́; род. 17 декабря 1977, Псков) — российская телеведущая и оперная певица (меццо-сопрано), победительница конкурсов «Мисс Санкт-Петербург» (1999), «Мисс Россия» (2001) и «Мисс Вселенная» (2002; титул потеряла, не выполнив связанных с ним обязанностей). Заслуженная артистка Российской Федерации (2024). По образованию — юрист. Филантроп, фотомодель, актриса
 и оперная певица.

## Биография
Родилась 17 декабря 1977 года во Пскове. Окончила милицейско-правовой лицей Пскова (ранее — средняя образовательная школа № 8) с золотой медалью.
В 1997 году окончила с золотой медалью Псковскую среднюю специальную школу милиции и несколько месяцев проработала следователем в одном из районных отделов милиции Пскова. В том же году поступила в Санкт-Петербургский университет МВД РФ на факультет руководителей городских и районных органов внутренних дел.
В 2000 году окончила с отличием университет, получила звание старшего лейтенанта милиции и проработала несколько месяцев дознавателем в линейном отделе внутренних дел (ЛОВД) на воздушном транспорте в аэропорту «Пулково».
Ещё будучи студенткой, Фёдорова в 1999 году победила в конкурсе «Мисс Санкт-Петербург». Через несколько месяцев после окончания университета поступила в адъюнктуру (аспирантуру).

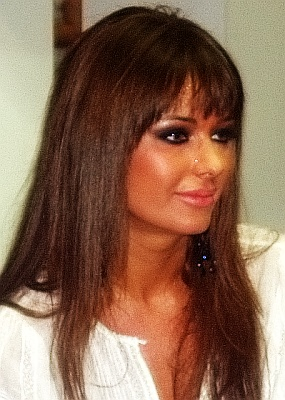
Оксана Фёдорова в 2008 году

В 2001 году стала победительницей конкурса «Мисс Россия», в 2002 году — конкурса «Мисс Вселенная 2002», проходившего в Пуэрто-Рико. Спустя четыре месяца Фёдорова была лишена этого звания, которое перешло к Жюстин Пасек из Панамы. Дональд Трамп (владелец компании-организатора конкурса) объяснил передачу звания тем, что победительница обязана была участвовать в рекламных и благотворительных мероприятиях по всему миру, а Фёдорова практически не покидала Россию. Сама Фёдорова говорила о том, что не могла выполнять свои обязанности в качестве Мисс Вселенной, поскольку ей необходимо было защитить диссертацию на тему «Гражданско-правовое регулирование частной детективной и охранной деятельности в Российской Федерации». Кроме того, после получения звания «Мисс Вселенная 2002» Фёдорова оказалась в скандальной ситуации, когда по инициативе Трампа приняла участие в телешоу Говарда Стерна в США. Не будучи информированной о сути шоу, Фёдорова вынуждена была отвечать на вопросы ведущего, которые в соответствии с форматом передачи были предельно натуралистичны и касались интимной жизни приглашённых гостей.
С 2001 года Фёдорова преподавала в Санкт-Петербургском университете МВД РФ гражданское право, стала доцентом кафедры «Гражданское право» и получила очередное звание капитана милиции.

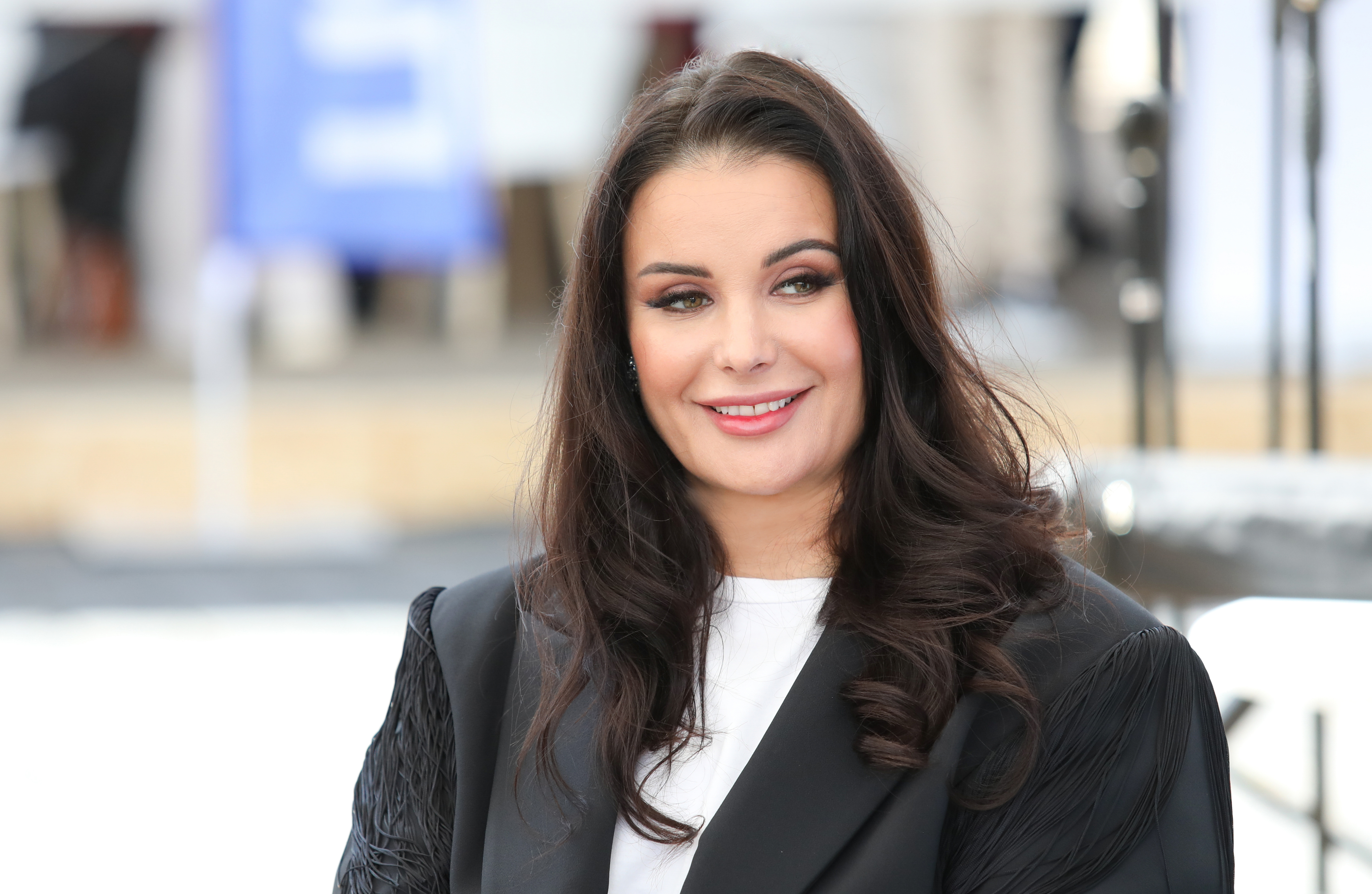
Оксана Фёдорова на книжном фестивале «Красная площадь» — 2023

Ведущая программы для детей «Спокойной ночи, малыши!», программ «Субботник», «Субботний вечер» на телеканале Россия. Снималась в телесериале «Не родись красивой» и телефильме «Софи». Два года была ведущей телеигры «Форт Боярд» в паре с Леонидом Ярмольником в 2003—2004 годах.
В 2006 году училась в докторантуре факультета подготовки научных и научно-педагогических кадров Санкт-Петербургского университета МВД и получила звание майора милиции.
Из органов внутренних дел уволилась в 2007 году.
Кандидат юридических наук (2007 г.). Тема диссертации «Государственная политика в области борьбы с бедностью в России: историко-правовое исследование».
C 2007 года проживает с матерью в Москве.
Снималась в рекламе «Золотой чаши» с Николаем Басковым
Осенью 2008 года издательство «Эксмо» выпустило первую книгу Фёдоровой «Формула стиля».
С 2008 года Фёдорова — лицо ювелирной компании «Магия золота». Принимает участие в разработке дизайна моделей ювелирных украшений.
В 2009 году являлась докторантом факультета подготовки научных и научно-педагогических кадров Санкт-Петербургского университета МВД.
В марте 2020 года участвовала в шоу «Маска» на телеканале НТВ в образе Робота и была разоблачена в четвёртом выпуске, несмотря на то, что никто из жюри не угадал её.

## Музыка
В конце 2000-х стала певицей, выпустив хиты «Твоя любовь» с Димой Биланом и «Права любовь» с Николаем Басковым. Затем в жанре поп-музыки выпустила несколько сольных хитов, был выпущен первый альбом и выступала в своём единственном благотворительном концерте «На краю любви», проведённый в Кремле 17 декабря 2012 года.
Через несколько лет окончила МГУ на отделении музыкального искусства и культуры, познакомилась с оперным певцом Дмитрием Галихиным, и пройдя стажировку в консерваторию она полностью изменила своё музыкальное направление и репертуар, ориентируясь на более академическое исполнение.
На их композицию Historia de unamor был снят клип. Участвует в симфонических и камерных концертах в качестве вокалистки.
В 2023 году выпустила оперный альбом «Колыбельная классика», состоящий из произведений на музыку Римского-Корсакого, Чайковского и других композиторов.

## Благотворительность
В 2009 году основала благотворительный фонд помощи детям, молодежи и людям пожилого возраста «Спешите делать добро!».
В 2010 году, выступая в Пскове, сделала крупные благотворительные пожертвования, позволившие восстановить прапоры Покровской башни и башни Святых ворот.
В июле 2012 года совместно с Российским клубом православных меценатов Фёдорова представила в Калининграде выставку мерных икон. После презентации выставки провела благотворительный аукцион, средства от которого переданы в Музей Мирового океана на развитие программы для детей-инвалидов «Корабли для уникальных людей».
Приняла участие во всероссийской акции по сбору средств на реставрацию памятника Минину и Пожарскому, учрежденной в 2018 году Государственным историческим музеем, которая завершилась в 2022 году.

## Личная жизнь
Прадед по материнской линии — Михаил Григорьевич Васильев, входил в состав батальона рабочих Ижорского завода, защищавшего Пулковские высоты на подступах к Ленинграду. Дед — Алексей Трофимович Куликов (ум. 2007), служил в парашютно-десантном полку, затем вышел в отставку и восстанавливал псковскую милицию после войны.
Отец — Геннадий Васильевич Фёдоров. Ушёл из семьи, когда Оксана была ребёнком. Во взрослом возрасте она пыталась найти отца, но к тому времени он уже умер. Мать — Елена Алексеевна Фёдорова. Шесть лет находилась в браке с другим мужчиной, отчимом Оксаны. «По большому счёту, я — безотцовщина», — говорила впоследствии Оксана.
В 1999—2006 годах находилась в отношениях c трижды судимым Владимиром Голубевым, криминальным авторитетом по кличке «Бармалей». После расставания с Голубевым непродолжительное время встречалась со своим партнёром по шоу «Танцы со звёздами» Александром Литвиненко.
В 2007—2010 годах была в браке с немецким бизнесменом Филиппом Тофтом. В 2009 году, ещё не оформив официального развода, объявляла о помолвке с Николаем Басковым.
В 2011 году вступила в брак с Андреем Бородиным, офицером ФСБ и сотрудником администрации Президента РФ. В 2012 году взяла фамилию мужа. Сын — Фёдор Андреевич Бородин (род. 6 марта 2012), дочь — Елизавета Андреевна Бородина (род. 22 июля 2013). Крёстная мать дочери — певица Наталья Сенчукова.

## Общественная позиция
В 2003 году на выборах в Государственную думу 4-го созыва входила в первую пятёрку федерального списка Российской партии Жизни. С мая 2006 года являлась партнёром Детского фонда ООН (ЮНИСЕФ) в России, а с сентября 2007 — послом доброй воли ЮНИСЕФ.
В 2022 году Фёдорова поддержала нападение России на Украину, заявив «Россия всегда поступала так, как должна была. Иного выбора у нас нет». Национальное агентство по предотвращению коррупции Украины выступило с инициативой о введении против Фёдоровой международных санкций за «пропаганду путинского режима и поддержку войны против Украины».

## Фильмография

### Полнометражные фильмы
- 2005—2006 — Не родись красивой — камео
- 2006 — Ёлка
- 2007 — Софи — Софи
- 2008 — «Золотая рыбка»

### Передачи
- «Форт Боярд» в паре с Леонидом Ярмольником в 2003—2004 годах, участник в команде в 2006 году
- «Спокойной ночи, малыши!»
- «Субботник»
- «Субботний вечер»
- «Танцы со звёздами» (осень 2006, в паре с Александром Литвиненко)
- «Маска»

### Клипы
- 2008 — Твоя любовь (совместно с Димой Биланом) (мюзикл «Золотая рыбка»)[36]
- 2009 — Права любовь (совместно с Николаем Басковым)
- 2010 — На шаг один
- 2011 — Всё из-за тебя
- 2012 — Моя доктрина
- 2019 — Historia de unamor (совместно с Дмитрием Галихиным)
- 2020 — Quizás Quizás Quizás
- 2021 — Снова в школу[37]
- 2022 — Подари мне от радуги цвет[38]
- 2022 — Причастие[39]
- 2023 — Колыбельная Волховы (кавер из оперы «Садко»)[40]
- 2023 — Песня Любаши (кавер из оперы «Царская невеста»)[41]
- 2023 — El Vito[42]

### Озвучивание
- 2010 — История игрушек. Большой побег — Барби
- 2008 — Феи — Королева Кларион

## Награды
- 1999 — «Мисс Санкт-Петербург»
- 2001 — «Мисс Россия»
- 2002 — «Мисс Вселенная 2002»
- 2012 — BIAF за вклад в дело благотворительности (Ливан, Бейрут)
- 18 сентября 2024 — Заслуженная артистка Российской Федерации — за заслуги в области культуры и многолетнюю плодотворную деятельность[43]